# Masao Ono
Masao Ono, född 2 mars 1923 i Japan, död 11 februari 2001, var en japansk fotbollsspelare.